# Beguru Dodda Thanda, Shikarpur
Beguru Dodda Thanda là một làng thuộc tehsil Shikarpur, huyện Shimoga, bang Karnataka, Ấn Độ.